# Lorin Maazel

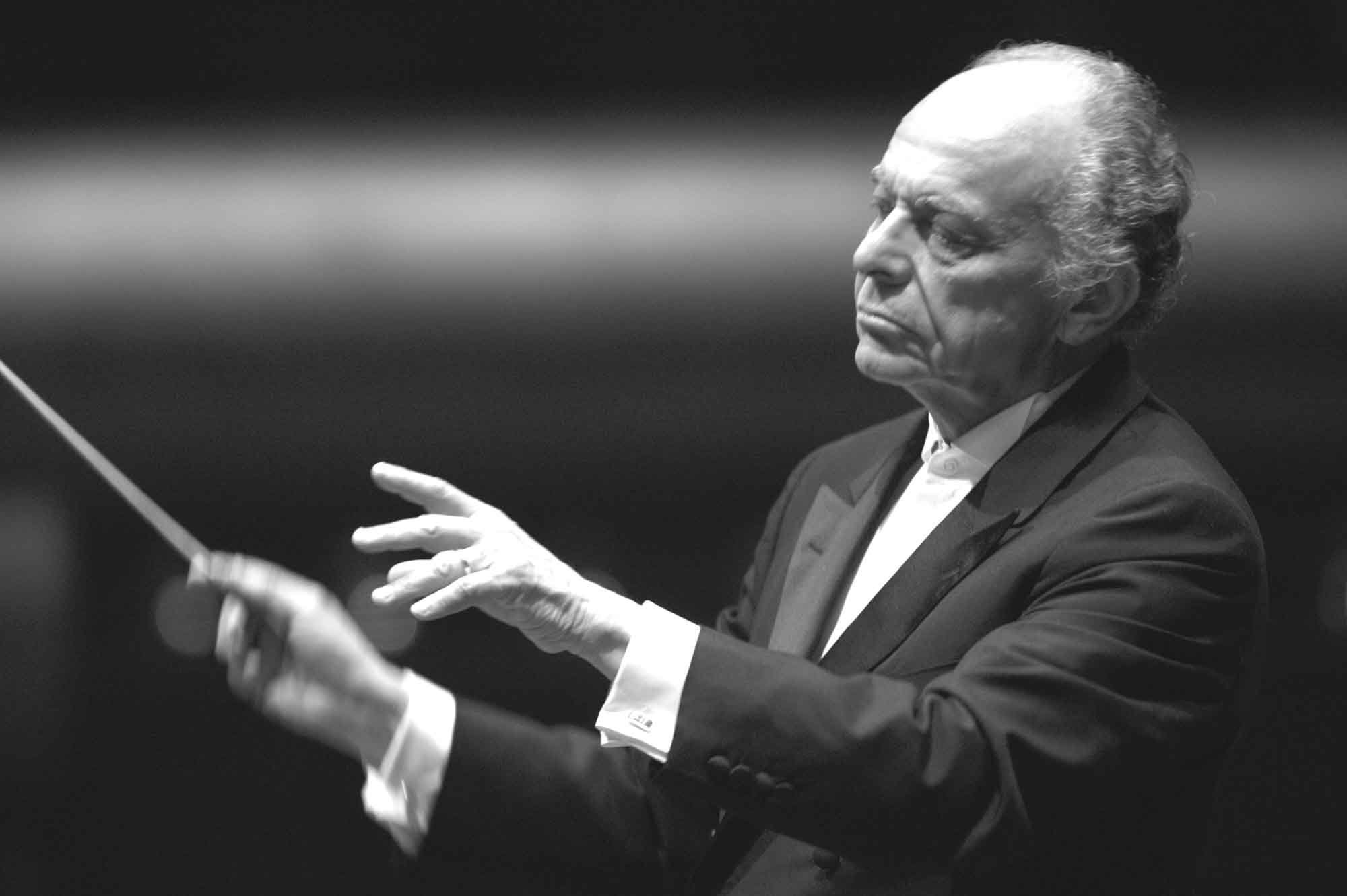
Lorin Maazel

Lorin Varencove Maazel (Neuilly-sur-Seine, 6 maart 1930 – Castleton (Virginia), 13 juli 2014) was een Amerikaanse dirigent, violist en componist.

## Leven en werk
Maazel werd geboren in Frankrijk uit Amerikaanse ouders van Russisch-Joodse afkomst, maar groeide op in de Verenigde Staten. Zijn ouders waren musici en al op vijfjarige leeftijd kreeg hij les in dirigeren. Hij debuteerde toen hij zeven was. Arturo Toscanini ontdekte zijn talent en bezorgde hem engagementen. Op zijn twaalfde toerde hij door Amerika als dirigent van belangrijke orkesten. Op vijftienjarige leeftijd debuteerde hij als violist. Hij studeerde later wiskunde, taalkunde en filosofie aan de universiteit van Pittsburgh. In Wenen studeerde hij orkestdirectie bij Hans Swarowsky. Een van zijn eerste verbintenissen was met het Radio Filharmonisch Orkest in Hilversum.
In 1960 was Maazel de eerste Amerikaan die bij de Bayreuther Festspiele dirigeerde. Hij werkte met de Deutsche Oper Berlin van 1965 tot 1971, en met het Radio-Symphonie-Orchester Berlin van 1965 tot 1975.
In 1972 volgde hij George Szell op als muzikaal leider van het Cleveland Orchestra. Dit was zeer tegen de zin van de musici, die zich bij de benoeming buitengesloten vonden. Slechts twee van de honderd leden vonden Maazel de beste keuze. Maazels emotionele interpretatie van muziek verschilde enorm van de precisie en punctualiteit van Szell. Maazel bezette de post tien jaar. Zijn grootste verdienste in die periode was de opname van George Gershwins Porgy and Bess, met een volledig gekleurde bezetting. Maazel werd vooral bekend door zijn elf optredens als dirigent van het nieuwjaarsconcert van de Wiener Philharmoniker, waarbij hij ook viool speelde. Baanbrekend was het goodwillconcert dat hij in 2008 met de New York Philharmonic gaf in de Noord-Koreaanse hoofdstad Pyongyang.
Na Cleveland was Maazel twee jaar directeur van 1982 tot 1984 bij de Weense Staatsopera. Hij werkte daarna bij het Pittsburgh Symphony Orchestra van 1988 tot 1996 en het Symphonieorchester des Bayerischen Rundfunks van 1993 tot 2002. In dat jaar volgde hij Kurt Masur op als muzikaal leider van het New York Philharmonic Orchestra. Sinds 2006 was hij chef-dirigent van het Orquestra de la Comunitat Valenciana in Valencia. Als chef-dirigent van de Münchner Philharmoniker legde hij in 2014, enkele maanden voor zijn dood, om gezondheidsredenen zijn taken neer. Wel bereidde hij zich nog voor op het Castleton Festival dat hij sinds 2009 jaarlijks in zijn woonplaats organiseerde.
Maazel stond bekend om het vermogen zijn uitgebreide repertoire uit het hoofd, zonder partituur te dirigeren. In de omgang met orkestmusici gold hij als hooghartig. Zijn interpretaties worden wel beoordeeld als wisselvallig. Hij kon soms routineus dirigeren, maar als hij geïnspireerd was bereikte hij de top. Een van zijn meest legendarische plaatopnamen maakte hij in 1961 voor Deutsche Grammophon van L'Enfant et les sortilèges van Ravel.
Als componist was Lorin Maazel het meest productief na het jaar 2000. Zijn bekendste werk is de opera 1984 uit 2005, naar de gelijknamige roman van George Orwell.
Maazel was sinds 1986 gehuwd met de Duitse actrice Dietlinde Turban. Ze hebben twee zoons en een dochter. Op 13 juli 2014 overleed hij in zijn huis in Castleton (Virginia) op 84-jarige leeftijd.